# Карл Ебнер
Карл Ебнер (Karl Ebner; 10 вересня 1885, Юденбург — 11 серпня 1942, Відень) — австро-угорський, австрійський і німецький офіцер, генерал-майор вермахту (1 квітня 1939).

## Біографія
18 серпня 1906 року вступив у австро-угорську армію. Учасник Першої світової війни, після завершення якої в грудні 1918 року продовжив службу в армії Німецької Австрії. 31 серпня 1920 року перейшов в армію Австрійської республіки. Після аншлюсу 15 березня 1938 року автоматично перейшов у вермахт і призначений в штаб 109-го артилерійського полку. З 10 листопада 1938 року — командир 49-го артилерійського полку. З 30 вересня 1939 року — артилерійський командир 114. 30 листопада 1939 року відправлений в резерв фюрера. 31 травня 1941 року звільнений у відставку.

## Нагороди
- Ювілейний хрест
- Пам'ятний хрест 1912/13
- Медаль «За військові заслуги» (Австро-Угорщина)
  - бронзова з мечами
  - 2 срібні з мечами
- Хрест «За військові заслуги» (Австро-Угорщина) 3-го класу з військовою відзнакою і мечами
- Військовий Хрест Карла
- Пам'ятна військова медаль (Австрія) з мечами
- Хрест «За вислугу років» (Австрія) 2-го класу для офіцерів (25 років)
- Почесний хрест ветерана війни з мечами
- Медаль «За вислугу років у Вермахті» 4-го, 3-го, 2-го і 1-го класу (25 років)